# Jozef Kalman
Jozef Kalman (ur. 18 kwietnia 1951 w Pohoreli) – słowacki działacz związkowy i polityk, w latach 1994–1998 wicepremier w rządzie Vladimíra Mečiara.

## Życiorys
Ukończył studia w Wyższej Szkole Politycznej przy Komitecie Centralnym Komunistycznej Partii Słowacji w Bratysławie. Od 1973 zatrudniony na różnych stanowiskach w aparacie związkowym, w którym pracował również po transformacji ustrojowej (m.in. jako przewodniczący Słowackiego Związkowego Ruchu Pracowników Samorządu Terytorialnego).
W latach 1994–1998 pełnił funkcję wicepremiera Słowacji z ramienia Zrzeszenia Robotników Słowacji. W 1998 uzyskał mandat posła do Rady Narodowej z ramienia HZDS. W wyborach 2002 stanął na czele listy nowo powstałej Bloku Lewicowego, który uzyskał poparcie 0,22% wyborców. W wyborach 2004 bez powodzenia ubiegał się o urząd głowy państwa.